# Рельеф Непала

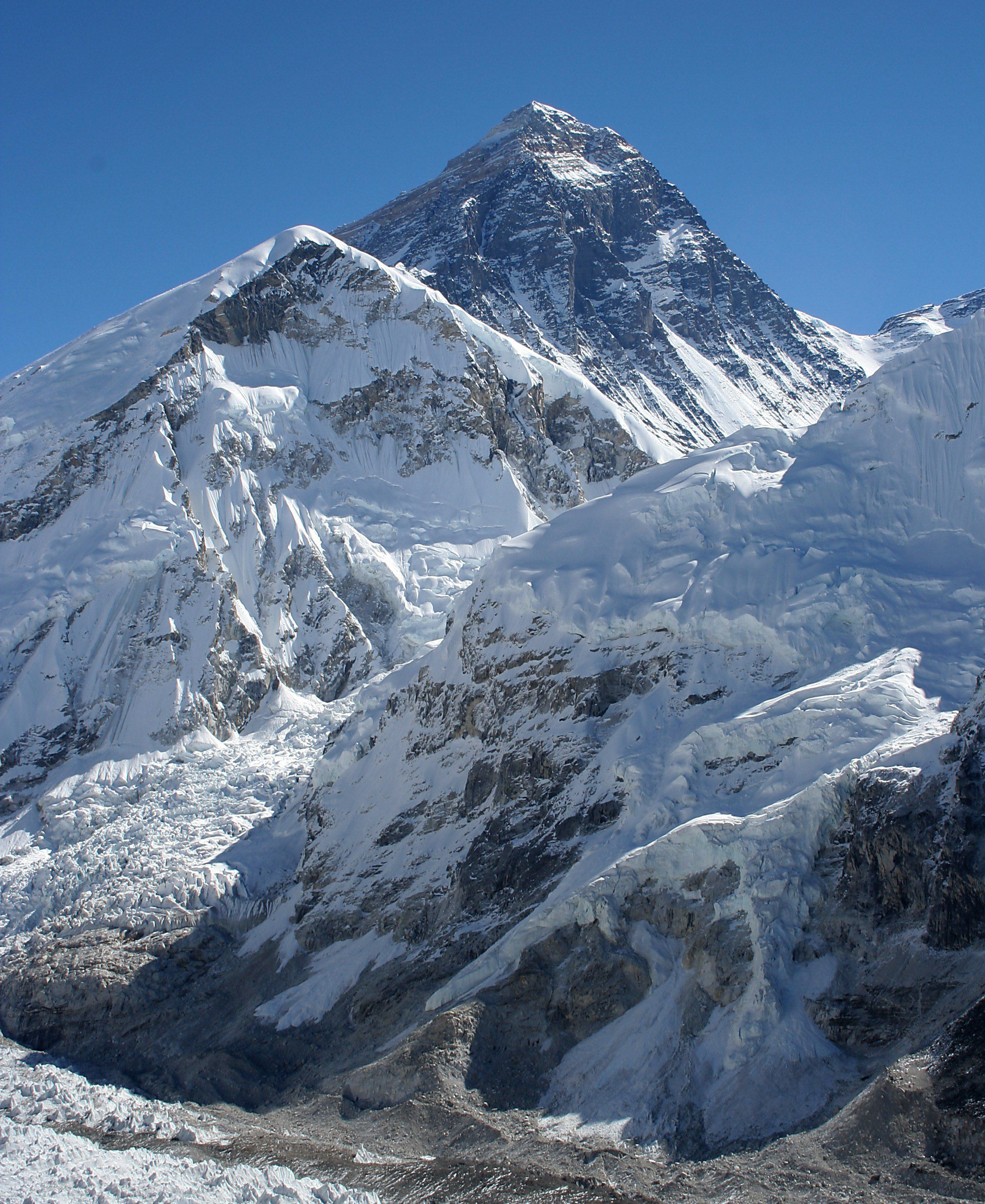
Сагарматха — самая высокая гора в мире.

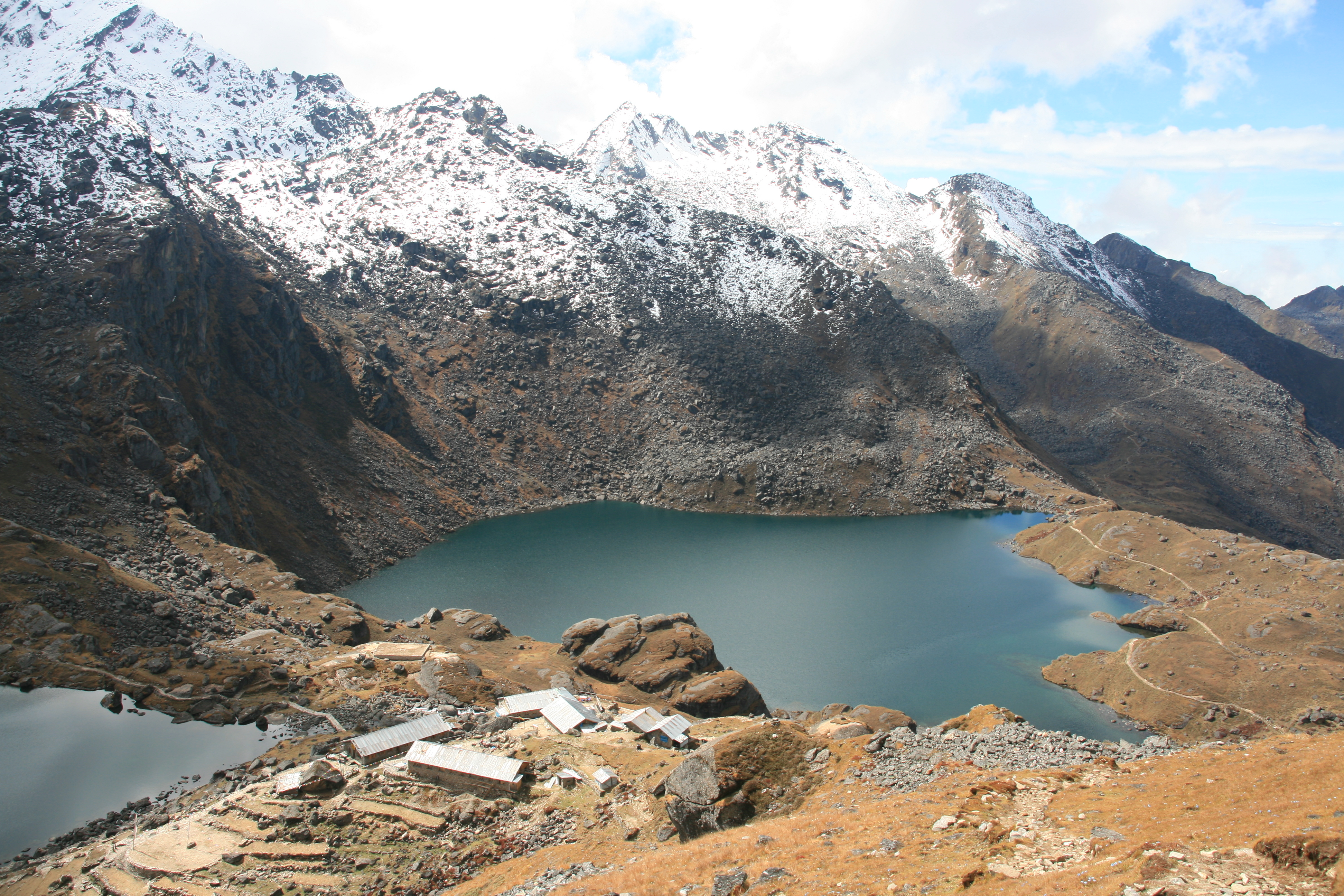
Озеро Госаинкунда в Лангтанге.

Шесть седьмых территории Непала заняты хребтами Гималайской горной системы.
Вдоль южной границы протянулась самая неширокая (20—40 км) полоса на высотах 200—250 м над уровнем моря. Это песчано-глинистые тераи — северная окраина Индо-Гангской низменности, основная часть которой относится к Индии. Местами они заболочены. Летом в результате муссонных ливней небольшие речушки широко разливаются и вызывают наводнения.
С севера Тераи замыкаются полого-холмистой грядой, носящей название Сивалик — это предгорья Гималаев (500—700 м над уровнем моря), нижняя ступень Гималайской горной системы. Здешний рельеф не имеет резких форм — низкогорья пологи и сильно расчленены реками. Северные склоны Сивалика изрезаны искусственными террасами, используемыми местным населением для земледелия.
К северу от гряд Сивалика тянется узкая депрессия с холмистым рельефом — так называемые Внутренние тераи (по-непальски — Бхитри-Мадеш).
Ещё севернее располагается средняя ступень Гималаев — среднегорный хребет Махабхарат, или Малые Гималаи, высотой до 3000 м и шириной до 16 км. Он сложен твёрдыми породами, поэтому многие склоны Махабхарата круты, вершины зазубрены. Ещё не так давно здесь обрывалась единственная горная дорога из Индии в Катманду, столицу Непала.
Между Махабхаратом и Главным Гималайским хребтом располагается понижение — внутренняя срединная область (Мидленд, или Пахар-Кханда). Ширина её примерно 25 км, высота — от 600 до 2000 м. Здесь сходятся реки, спускающиеся с Гималаев. В срединной области находится наиболее благоприятная для сельского хозяйства и самая населённая часть страны — долина Катманду площадью около 600 км².
На севере Пахар-Кханда примыкает к Главному Гималайскому хребту, или Большим Гималаям. Средняя высота Больших Гималаев — 6000 м. По-непальски Гималаи — Хималай, что означает «обитель снегов». На территории страны снегами покрыто свыше 1300 горных вершин. В Непале находятся восемь из 14 вершин мира, превышающих 8000 м. Среди них Сагарматха (8848 м) — высочайшая вершина планеты, находящаяся на границе с Китаем. Главный Гималайский хребет имеет острые зубчатые очертания, а крутые склоны его изобилуют глубокими ущельями.
В восточной части Непала гребень Главного Гималайского хребта служит государственной границей с КНР, в западной же половине граница с КНР проходит в нескольких десятках километров севернее Главного Гималайского хребта.